# Orazio Costantino
Orazio Costantino (Castroreale Terme, 24 gennaio 1931 – Contrada Fiorilli (Agro di Casteldaccia), 27 aprile 1969) è stato un militare italiano Carabiniere Scelto dell'Arma dei Carabinieri, insignito di medaglia d'oro al valor militare.
A sparare al carabiniere, secondo l'accusa, sarebbe stato Antonino Parisi. 
Orazio Costantino, poco prima di essere raggiunto dalla scarica mortale, aveva riconosciuto l'uomo che stava per ritirare la somma di 3 milioni di lire (frutto dell'estorsione ai danni di un commerciante). Orazio Costantino era quindi balzato in piedi ed aveva intimato l'alt all'uomo. Questi aveva reagito con una scarica di « lupara » contro il Costantino, quindi era fuggito. I carabinieri, dopo 55 giorni di indagini, riuscivano a mettere insieme una serie di prove nei confronti di Antonino Parisi e del fratello Giusto, che, a quanto pare, oltre a scrivere la lettera estorsiva al commerciante Carlo Panno, avrebbe anche fatto da «palo», mentre il congiunto raggiungeva il punto prescelto per ritirare la somma estorta.

## Biografia
Orazio Costantino nacque a Castroreale Termini (oggi Terme Vigliatore), in provincia di Messina, il 24 gennaio 1931. Arruolatosi nell’Arma dei Carabinieri a Roma nel marzo 1950, venne promosso Carabiniere nel settembre dello stesso anno. Prestò inizialmente servizio al Battaglione Mobile di Gorizia, per poi essere trasferito alla Legione di Udine, prestando servizio presso le stazioni di Palmanova, Udine principale e Latisana.
Nel luglio 1953 fu aggregato temporaneamente alla Legione di Palermo. A partire da dicembre 1954 venne trasferito alla Legione di Cagliari, prestando servizio presso le Stazioni di Cagliari-Simmai e Cagliari-Stampace, dove fu promosso al grado di Carabiniere Scelto.Nel 1959 fu nuovamente trasferito alla Legione di Palermo, dove prestò servizio nelle stazioni di Altavilla Milicia, Lercara Friddi e Villagrazia di Carini. Dal maggio 1961 fu assegnato alla Stazione di Casteldaccia.
Il 1º luglio 1961 sposò la signora Maria Giuditta Calabrò, sua concittadina. Dal matrimonio nacquero due figli: Carmelo (1962) e Antonino (1966), che rimasero orfani in tenera età a seguito della tragica morte del padre.
Dal 1965 Costantino fu in forza alla squadra informativa, investigativa e di polizia militare della Tenenza di Bagheria, dove si distinse per il suo impegno, il coraggio e il profondo senso del dovere.

## Morte
Nella primavera del 1969, il commerciante vinicolo Carlo Panno di Casteldaccia ricevette lettere estorsive minaccianti la vita dei suoi familiari. L’Arma dei Carabinieri organizzò un’operazione per tendere una trappola agli estorsori. Orazio Costantino, insieme ad altri tre militari agli ordini del Capitano Giuseppe Russo (in seguito ucciso dalla mafia nel 1977), partecipò all’operazione.
Dopo oltre dodici ore di attesa, un individuo armato si avvicinò al luogo della consegna del plico trappola. Costantino, riconoscendolo, tentò di fermarlo con il moschetto spianato ma venne colpito a morte da un colpo di lupara. Riuscì comunque a esplodere un colpo e a rivelare ai colleghi il nome dell’assassino prima di spirare.
In meno di due mesi furono arrestati Antonino Parisi, autore materiale dell’omicidio, e suo fratello Giusto Parisi, complice e autore delle lettere estorsive. Antonino fu condannato all’ergastolo, Giusto a 16 anni. Tuttavia, entrambi beneficiarono di circostanze favorevoli e scontarono solo parte delle pene, dandosi successivamente alla latitanza. Entrambi furono poi uccisi da altri mafiosi durante la cosiddetta “mattanza di Palermo” del 1982.
Alla sua memoria è stato intitolato il 187º corso allievi carabinieri ausiliari.
Alla sua memoria è intitolata, dal 7 ottobre 2014, la Caserma sede del Comando Stazione Carabinieri di Terme Vigliatore (ME).